# Jonny Howson
Jonathan Mark Howson (Morley, Inglaterra, 21 de mayo de 1988), conocido como Jonny Howson, es un futbolista británico que juega como centrocampista y su equipo es el Leeds United F. C. sub-21 de la Premier League 2. 

## Trayectoria
Debutó profesionalmente con el Leeds United, donde jugó bajo el comando de cuatro entrenadores diferentes en un total de 225 encuentros. En abril de 2008, con sólo 19 años de edad, el entrenador Gary McAllister lo nombró capitán para un encuentro ante el Millwall, convirtiéndolo en uno de los capitanes más jóvenes de la historia del club. Desde 2010 fue subcapitán del equipo y fue nombrado capitán permanente en julio de 2011.
El 24 de enero de 2012 fue firmado por el Norwich City, donde disputó 188 encuentros y anotó 24 goles.
Tras cinco años y medio con los canaries, en julio de 2017 se marchó al Middlesbrough F. C. En este equipo estuvo ocho temporadas en las que marcó diez en los 341 partidos que disputó. Se marchó al finalizar la campaña 2024-25 después de expirar su contrato y no recibir ninguna oferta de renovación.
En agosto de 2025 regresó al Leeds United para ejercer un rol de entrenador y jugador en el equipo sub-21.

## Clubes
| Club                      | País       | Año       | Partidos | Goles |
| ------------------------- | ---------- | --------- | -------- | ----- |
| Leeds United F. C.        | Inglaterra | 2006-2012 | 225      | 28    |
| Norwich City F. C.        | Inglaterra | 2012-2017 | 188      | 24    |
| Middlesbrough F. C.       | Inglaterra | 2017-2025 | 341      | 10    |
| Leeds United F. C. sub-21 | Inglaterra | 2025-     |          |       |